# FAW Tianjin Xiali N7
Der FAW Tianjin Xiali N7 ist ein Kleinwagen von Tianjin FAW Xiali Automobile aus der Volksrepublik China, der unter dem Markennamen FAW und der Submarke Tianjin vertrieben wurde.

## Geschichte
Das Fahrzeug wurde auf der Shanghai Auto Show 2011 als Konzeptfahrzeug FAW R008 vorgestellt. Ab März 2013 wurde das Serienmodell ausschließlich in China verkauft. Die Produktion wurde Ende 2019 eingestellt.

## Technische Daten
Angetrieben wurde der Fünfsitzer von einem 67 kW starken 1,3-Liter-Ottomotor mit vier Zylindern, der auch im FAW Tianjin Xiali N5 zum Einsatz kam. Das Fahrzeug hatte serienmäßig ein Fünfgang-Schaltgetriebe, gegen Aufpreis war ein Vierstufen-Automatikgetriebe erhältlich.
|                                             | 1.3                           |
| Bauzeitraum                                 | 2013–2019                     |
| Motorkenndaten                              |                               |
| Motortyp                                    | Reihen-Vierzylinder-Ottomotor |
| Hubraum                                     | 1339 cm³                      |
| max. Leistung bei min−1                     | 67 kW (91 PS) / 6000          |
| max. Drehmoment bei min−1                   | 120 Nm / 4400                 |
| Kraftübertragung                            |                               |
| Antrieb, serienmäßig                        | Vorderradantrieb              |
| Getriebe, serienmäßig                       | 5-Gang-Schaltgetriebe         |
| Getriebe, optional                          | [4-Stufen-Automatikgetriebe]  |
| Messwerte                                   |                               |
| Höchstgeschwindigkeit                       | 166 km/h [160 km/h]           |
| Beschleunigung, 0–100 km/h                  | 10,9 s [k. A.]                |
| Kraftstoffverbrauch auf 100 km (kombiniert) | 5,8 l Super [6,4 l Super]     |
| Leergewicht                                 | 945 kg [965 kg]               |
| Tankinhalt                                  | 37 l                          |

Werte in runden Klammern gelten für Modelle mit optionalem Getriebe.